# Voluntad, Oportunidad y Solidaridad
Voluntad, Oportunidad y Solidaridad (VOS) es un partido político en Guatemala.

## Historia
El partido político fue registrado ante el Tribunal Supremo Electoral en 2020  por el abogado Carlos Bazares, que es uno de los fundadores del partido. 
En 2020, la Unidad Nacional de la Esperanza tuvo una división interna entre diputados opositores y partidarios de Sandra Torres, provocada por las acusaciones de corrupción y malos resultados electorales de Torres en 2019, así como el supuesto apoyo de la ex primera dama al gobierno de Alejandro Giammattei que se vio reflejado en la bancada con su actuar en el congreso. La facción opositora a Torres la destituyó como secretaria general y la expulsó del partido en 2021. Sin embargo, el Tribunal Supremo Electoral falló a favor de Torres y le permitió continuar como secretaria general del partido.
A pocos días de la decisión del tribunal electoral, el grupo de diputados opositores a Torres anunció su renuncia a la Unidad Nacional de la Esperanza, para fundar el “Grupo Parlamentario de Oposición” (GPO), en alusión a su oposición parlamentaria al gobierno de Giammattei.
El Grupo Parlamentario de Oposición, junto al diputado Aldo Dávila se acercaron al partido político Voluntad, Oportunidad y Solidaridad. El 7 de diciembre de 2022, el partido fue inscrito oficialmente en el organismo electoral. 
El 22 de diciembre de 2022, el excandidato presidencial Manuel Villacorta se integró al partido y fue proclamado como candidato presidencial el 26 de febrero de 2023. Tras los malos resultados electorales del partido, Villacorta anunció su retiro del partido.

## Elecciones presidenciales
| Año electoral | Candidato         | 1.ª vuelta     | 1.ª vuelta | 2.ª vuelta     | 2.ª vuelta |
| Año electoral | Candidato         | Total de votos | Porcentaje | Total de votos | Porcentaje |
| ------------- | ----------------- | -------------- | ---------- | -------------- | ---------- |
| 2023          | Manuel Villacorta | 236.886        | 5.62% (7°) |                |            |